# کریسی هولهان
کریستینا ماری " کریسی " هولاهان (‎/ˈhuːləhæn/‎ HOO-lə-hann؛ متولد ۵ ژوئن 1967) سیاستمدار، مهندس و افسر سابق نیروی هوایی ایالات متحده آمریکا است. او که عضو حزب دموکرات است، نماینده ایالات متحده از حوزه انتخابیه ششم پنسیلوانیا  است. این ناحیه تقریباً تمام شهرستان چستر، یک شهرستان حومه ای در غرب فیلادلفیا، و همچنین بخش جنوبی شهرستان برکس از جمله شهر ریدینگ را شامل می‌شود.
هولهان دوران کودکی خود را در پایگاه‌های دریایی مختلف ایالات متحده در سراسر کشور، از جمله در اوآهو گذراند. پدرش اندرو جامپولر، یک هوانورد نیروی دریایی، در لویو، اوکراین در سال ۱۹۴۲، در یک خانواده یهودی متولد شد. او و مادرش که از هولوکاست نیز جان سالم به در بردند، در چهار سالگی به ایالات متحده مهاجرت کردند. او مورخ و نویسنده شد.